# Robert Toustou
Robert Toustou (1902-1945) fut un résistant français, militant de Combat Zone Nord.
Sous-officier de réserve, chef d’une section de mitrailleuses pendant la campagne de 1940, deux fois cité, il reçoit la Croix de Guerre.
En 1941, il est membre du groupe de Compiègne.
Le 3 mars 1942, arrêté par la Feldgendarmerie, il est incarcéré à Fresnes, avant d'être déporté à la prison de  Sarrebruck, en vertu du décret Nacht und Nebel, le 18 septembre 1942. Le 19 octobre 1943 il est condamné à quatre ans de travaux forcés par le 2e sénat du Volksgerichtshof, transféré le 8 novembre 1943 au bagne de Sonnenburg, puis le 29 novembre 1944 au camp de Sachsenhausen.
Le 30 juin 1945, Robert Toustou est abattu par un garde SS, près de Redlin, pendant la marche à la mort du camp de Sachsenhausen.

## Décorations
- Croix de guerre 1939–1945
- Médaille de la Résistance française (3 aout 1946)[2]

## Sources
- Archives nationales.
- Archives départementales de l’Oise.